# Тринідад і Тобаго на літніх Олімпійських іграх 1956
Тринідад і Тобаго брали участь у Літніх Олімпійських іграх 1956 року у Мельбурні (Австралія) ушістнадцяте за свою історію, але не завоювали жодної медалі.